# Kizawa Masanori
Masanori Kizawa (sinh ngày 2 tháng 6 năm 1969) là một cầu thủ bóng đá người Nhật Bản.

## Sự nghiệp câu lạc bộ
Masanori Kizawa đã từng chơi cho JEF United Ichihara, Cerezo Osaka, Albirex Niigata và Mito HollyHock.

## Thống kê câu lạc bộ

### J.League
| Đội                 | Năm       | J.League | J.League | J.League Cup | J.League Cup | Tổng cộng | Tổng cộng |
| Đội                 | Năm       | Trận     | Bàn      | Trận         | Bàn          | Trận      | Bàn       |
| ------------------- | --------- | -------- | -------- | ------------ | ------------ | --------- | --------- |
| JEF United Ichihara | 1992      | -        | -        | 0            | 0            | 0         | 0         |
| JEF United Ichihara | 1993      | 10       | 0        | 0            | 0            | 10        | 0         |
| JEF United Ichihara | 1994      | 23       | 1        | 2            | 0            | 25        | 1         |
| Cerezo Osaka        | 1995      | 46       | 4        | -            | -            | 46        | 4         |
| Cerezo Osaka        | 1996      | 28       | 1        | 9            | 0            | 37        | 1         |
| Cerezo Osaka        | 1997      | 28       | 0        | 5            | 0            | 33        | 0         |
| Cerezo Osaka        | 1998      | 13       | 0        | 2            | 0            | 15        | 0         |
| Albirex Niigata     | 1999      | 32       | 2        | 1            | 0            | 33        | 2         |
| Albirex Niigata     | 2000      | 39       | 0        | 2            | 0            | 41        | 0         |
| Mito HollyHock      | 2001      | 34       | 0        | 2            | 0            | 36        | 0         |
| Mito HollyHock      | 2002      | 40       | 0        | -            | -            | 40        | 0         |
| Mito HollyHock      | 2003      | 24       | 0        | -            | -            | 24        | 0         |
| Mito HollyHock      | 2004      | 19       | 0        | -            | -            | 19        | 0         |
| Tổng cộng           | Tổng cộng | 336      | 8        | 23           | 0            | 359       | 8         |